# تيرني سوتون
تيرني سوتون (بالإنجليزية: Tierney Sutton)‏ هي مغنية وعازفة جاز أمريكية، ولدت في 28 يونيو 1963 في أوماها في الولايات المتحدة.

## وصلات خارجية
- تيرني سوتون على موقع IMDb (الإنجليزية)
- تيرني سوتون على موقع ميوزك برينز (الإنجليزية)
- تيرني سوتون على موقع أول ميوزيك (الإنجليزية)
- تيرني سوتون على موقع ديسكوغز (الإنجليزية)